# لحلاح عريض اللسان
اللحلاح عريض اللسان نوع نباتي يتبع جنس اللحلاح من الفصيلة اللحلاحية. موطنه مناطق شمال غرب تركيا واليونان.

## الوصف النباتي
له بتلات متباعدة، لونها وردي. المتكات صفراء.